# كولبوشان ياداف
كولبوشان ياداف (بالهندية: कुलभूषण जाधव، بالإنجليزية: Kulbhushan Yadav، الاسم الحركي: حسين مبارك باطل) هو مواطن هندي اعتقل في منطقة بلوشستان الباكستانية بتهمة الإرهاب والتجسس لصالح جناح البحث والتحليل الهندي. ذكرت الحكومة الباكستانية أن ياداف ضابط يعمل قائدًا في البحرية الهندية، وكان ضليعًا في أنشطة تخريبية داخل باكستان. تم اعتقاله في 3 مارس 2016 أثناء عملية استخباراتية باكستانية في بلوشستان. تعترف الحكومة الهندية بأن ياداف ضابط سابق في البحرية، لكنها تنكر وجود صلات معه، وتؤكد أنه تقاعد مبكرًا، وربما انه اختطف في إيران.
في 10 أبريل 2017 حكمت محكمة عسكرية ميدانية باكستانية على ياداف بالإعدام.

## خلفية تاريخية
ووفقا للتقارير الواردة في وسائل الإعلام الباكستانية، انضم ياداف إلى أكاديمية الدفاع الوطني الهندي في عام 1987، ثم تم تكليفه للعمل في الفرع الهندسي للبحرية الهندية في عام 1991. بعد الهجوم على البرلمان الهندي عام 2001 بدأ في جمع المعلومات والاستخبارات داخل الهند، بعد 14 عامًا من الخدمة ادعى ياداف أنه دخل في عمليات استخباراتية في عام 2003، ثم أنشأ مشروعًا صغيرًا في تشابهار في إيران.

## الاعتقال
وفقًا للحكومة الباكستانية، في 3 مارس 2016 اعتقل ياداف داخل منطقة بلوشستان أثناء مداهمة امنية قامت بها قوات الأمن، وتم القبض عليه بالقرب من منطقة شامان الحدودية بعد دخوله بشكل غير قانوني إلى باكستان عبر إيران. ذكرت قوات الأمن الباكستانية أن ياداف يعمل ضابطًا في القوات البحرية الهندية، وأكد أنه تم تكليفه من قبل جهاز البحث والتحليل التابع لوكالة الاستخبارات الخارجية الهندية. تعتقد السلطات الباكستانية أن ياداف شارك في أنشطة تخريبية في بلوشستان وكراتشي، وتم تحويله إلى العاصمة إسلام أباد للاستجواب.
قال وزير الداخلية في بلوشستان سارفراز بوغتي أن ياداف كان يعمل لحساب جهاز البحث والتحليل الهندي، وكان على اتصال مع الانفصاليين البلوش مما سيساهم في تأجيج العنف الطائفي في المحافظة والبلاد، وأضاف أنه كان متورطًا في دعم الإرهابيين ماليًا، واعترف باشتراكه في اضطرابات كراتشي. استجوبت المخابرات الباكستانية ياداف وأكدت أنه ساهم في فتح مراكز تدريب على القتال البحري للانفصاليين البلوش، في محاولة لاستهداف موانئ غوادار وكراتشي، وذكرت السلطات الباكستانية أن ياداف أثناء الاستجواب أعطى تفاصيل عن التمويل والخطط لزعزعة استقرار البلاد، وأضافوا أن ياداف كشف عن وجود عناصر أخرى موجودة في العاصمة الجنوبية كراتشي.
خلال المؤتمر المشترك الذي عقده الجيش والحكومة معًا، تم توثيق اعتراف ياداف بالفيديو، وقال عاصم باجوا إن ياداف اعتنق الإسلام، واعتمد هوية مزورة وعمل في جاداني تحت غطاء تاجر خردة، وذكر أنه يدير شبكة من العناصر الفاعلة لتوفير الأموال وترتيب وتهريب الأشخاص في البلاد، وقال إن ياداف قال للمحققين أنه استخدم عبارة «قردك معنا» من أجل إبلاغ السلطات الهندية بتوقيفهن كما ادعى عاصم أنه صادر خرائط منه، وأعلن أنه لا يمكن أن يكون هناك دليل أوضح على التدخل الأجنبي في باكستان من توقيف ياداف، ووصف اعتقال ضابط استخباراتي في القوات المسلحة الهندية بالإنجاز الكبير.
أقرت الهند أن ضابطًا خدم مع قواتها البحرية قد اعتقل في باكستان، ولكنهم نفوا في الوقت نفسه أن يكون عضوًا في وكالة الاستخبارات الهندية. ذكرت وكالة الأنباء الهندية أن ياداف تقاعد مبكرًا من القوات البحرية، ولم تكن للحكومة أي صلة به منذ تقاعده من البحرية الهندية. وأوضحت الهند أن باكستان قامت بنشر الوثائق دون التأكد من التناقضات الحاصلة فيها. أثارت باكستان في وقت سابق مخاوف بشأن تورط عناصر أجنبية في أنشطة إرهابية في أراضيها، ولكن هذه هي المرة الأولى التي اعترفت فيها الهند باعتقال شخص مرتبط بقواتها المسلحة.

### الرواية الهندية
ذكرت وزارة الشؤون الخارجية الهندية أن ياداف كان يعمل ضابطًا في البحرية الهندية، ولكنه تقاعد تقاعدًا مبكرًا، وليس له أي علاقة بالحكومة الهندية. سعت المفوضية العليا الهندية عبر قنصليتها في إسلام أباد إلى التواصل مع ياداف، ولكن باكستان لم توافق على المساعي الهندية. وفقًا للمصادر الهندية، اختطفت القوات الباكستانية ياداف من الحدود الإيرانية الباكستانية، وقامت باكستان بفبركة وثائقه وتسربها دون أن تدرك وجود تناقضات صارخة في ذلكن وطبقا لوسائل الإعلام الهندية، فإن الجماعة السنية جيش العدل مسؤولة عن اختطاف ياداف من الحدود الإيرانية الباكستانية.
طبقًا للمسؤولين الهنود، فان ياداف يمتلك شركة شحن في إيران، وكان يعمل من موانئ بندر عباس وشابهار، «يبدو أنه ضالع في المياة الباكستانية»، ولكن هناك احتمال يقول أنه تم اقتياده واختطافه إلى باكستان وفق وثائق مزيفة تم تلفيقها من قبل وكالة الاستخبارات الباكستانية.

## دور إيران
وفي 3 أبريل، أفيد بأن إيران تحقق فيما إذا كان ياداف قد عبر الحدود الباكستانية الإيرانية بصورة غير مشروعة، وذلك بعد أن تناول المسؤولون الباكستانيون هذه المسألة في زيارة حسن روحاني إلى إسلام أباد. لكن الرئيس الإيراني روحاني نفى هذه التقارير، قائلا إن الأمر لم يتم بحثه مع المسؤولين الباكستانيين حتى الآن. قال السفير الإيراني لدى الهند غلام رضا انصارى أن إيران تحقق في الامر، وقال إنه بمجرد استكمال إيران للتحقيق فإنها ستشارك التقارير مع الدول الصديقة.. انتقدت السفارة الإيرانية في باكستان بعض العناصر في باكستان لنشرهم تصريحات وصفوها بأنها غير مهينة نسبت إلى الرئيس روحاني، وأضافت أن هذه التقارير والشائعات لن تؤثر على التقارب في وجهات النظر الإيجابية بين البلدين فيما يتعلق ببعضهما البعض.

## المحاكمة
في 10 أبريل 2017 حُكم على ياداف بالإعدام من قبل محكمة عسكرية ميدانية باكستانية. استمرت محاكمة ياداف ثلاثة أشهر ونصف، وجهت إليه عدة تهم منها: التجسس لصالح الهند، والعمل ضد سلامة باكستان، ورعاية الإرهاب، وزعزعة استقرار الدولة الباكستانية. صرح وزير الدفاع الباكستاني خواجا محمد آصف أنه بموجب أحكام قانون الجيش الباكستاني لعام 1952، يحق لياداف الطعن في الإدانة في ثلاث محاكم استئناف خلال 40 يومًا.
بعد صدور الحكم استدعت الحكومة الهندية المفوض السامي الباكستاني في الهند عبد الباسط، وأصدرت بيانًا يوضح أن الإجراءات التي أدت إلى الحكم على ياداف كانت مفرطة، وأن الهند تعتبر إعدام ياداف جريمة قتل في الدرجة الأولى. رد باسط على وزير الخارجية الهندي قائلا: من جهة تقومون بارتكاب أعمال إرهابية في باكستان، ثم تقومون بتسجيل احتجاج ضدنا من جهة أخرى، ولم نفعل شيئًا خاطئًا، ويجب معاقبة أي إرهابي. في بيان صدر عن برلمان الهند في اليوم التالي للحكم، أكد راجناث سينغ وزير الداخلية الهندي أن ياداف اختطف من قبل وكالات باكستانية من إيران، وقال سوشما سواراج وزير الشئون الخارجية الهندي أنه لا يوجد دليل على أي مخالفة من جانب يادافن ووصف الحكم بانه جريمة قتل متعمد، وأضاف: إنه إذا نفذت باكستان حكم الإعدام فإن العلاقات الثنائية بين البلدين ستواجه عواقب وخيمة.
صرح وزير الدفاع الباكستاني خواجا عاصف خلال مؤتمر صحفي لمجلس الشيوخ الباكستاني أن محاكمة ياداف اتبعت الإجراءات القانونية الواجبة، استنادًا إلى قوانين البلاد وقواعدها ولوائحها، وأنه لم يكن هناك أية إجراءات قانونية مخالفة للقانون، وقال إن ياداف قدم له محاميًا طوال فترة محاكمته، كما رفض الاتهامات الهندية التي وصفت المحاكمة بأنها جريمة قتل مع سبق الإصرار، واضاف عاصف ان باكستان لن تسمح بتقديم تنازلات للعناصر التي تهدد أمنها واستقرارها من داخل البلاد أو عبر الحدود.

### محكمة العدل الدولية
في 9 مايو 2017 أمرت محكمة العدل الدولية بالإبقاء على حكم جادهاف بعد أن اعترضت الهند على عقوبة الإعدام في باكستان. في 15 مايو بدأت محكمة العدل الدولية في لاهاي إجراءاتها في استعراض القضية، وأرسلت الهند وباكستان فريقيهما القانونيين لتقديم حججهما، بقيادة هاريش سالفي من الهند وخوار قريشي من باكستان. كانت المرة الأخيرة التي واجه فيها البلدين بعضهما البعض في محكمة العدل الدولية قبل 18 عاما فيما يتعلق بحادثة أتلانتيك.